# Селци (Бизовац)
Селци (хрв. Selci) су насеље у општини Бизовац у Осјечко-барањској жупанији. Насеље се налази на 90 метара надморске висине у низији источнохрватске равнице.

## Становништво
Самостално насеље од 1981. године. Настало је издвајањем дела петријевачког насеља. У саставу насеља од 1869. до 1900. исказивано се под именом Селце, а од 1910 до 1971. године под именом Селци Петријевачки. Подаци за 1869. годину. садржане су у насељу Брођанци.

## Историја
На локалитету Травњак откривена је 1896. остава из бронзаног доба. На поменутој локацији пронађене су шупље секире, српови, секире са преклопима и игла као доказ ранијег боравка људи на овим просторима. Тек од 1721. насеље је ушло у састав Валповачког властелинства. После Првог светског рата ту се населило око 200 Словака. Село нема капелу ни цркву, а припада католичкој жупи Бизовац. Селу у догледно време прети нестанак. Током лета 1987. у селу и околини сниман је филм Сокол га није волео, у режији Бранка Шмита, са Фабијаном Шоваговићем у главној улози.